# Geschichte des Weinbaus

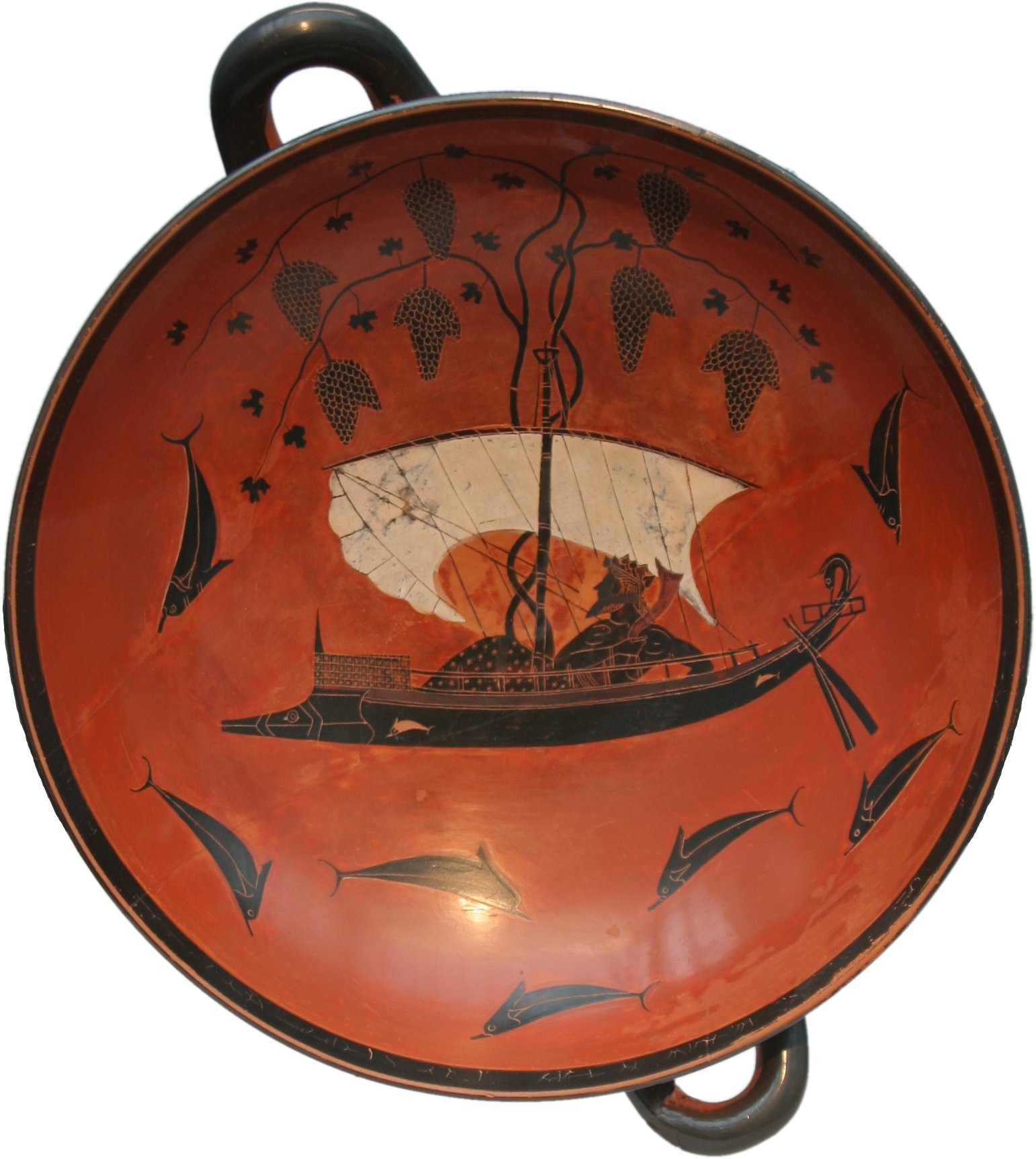
Sogenannte Dionysos-Schale mit Weinreben: Dionysos fährt über das Meer, Augenschale im korallenrot-schwarzfigurigen Stil aus Athen des Malers Exekias, geschaffen um 550–530 v. Chr.

Die Geschichte des Weinbaus ist eng mit der Entwicklung früherer Kulturen verbunden. Das Produkt der Rebe, der Wein, wurde als Getränk der Götter angesehen. Der griechische Gott Dionysos beziehungsweise sein römisches Pendant Bacchus waren in der Mythologie dem Wein gewidmet. In anderen Kulturen war der Wein ein Symbol vergossenen Bluts im Kampf gegen die Götter. Er wurde häufig als Grabbeigabe verwendet.
Aus der Familie der Weinrebengewächse hat die Gattung der Weinreben die größte Bedeutung für den Anbau. Der Schwerpunkt der natürlichen Verbreitung liegt in den klimatisch gemäßigten Regionen der nördlichen Hemisphäre. Von den rund 60 bekannten Spezies dieser Gattung wird nahezu ausschließlich die Edle Weinrebe (Vitis vinifera) für den Weinbau kultiviert. Eine untergeordnete Rolle spielen die Erzeugnisse von Vitis riparia und Vitis labrusca.

## Vorbedingungen
Wildreben lassen sich durch Fossilienfunde bis auf eine Zeit vor 80 Millionen Jahre zurückdatieren. Kerne von durch Menschenhand angebauten Reben konnten auf eine Periode von 8000 Jahren v. Chr. datiert werden. Solche Funde wurden in Georgien und im angrenzenden Teil der Türkei gemacht. Aus der frühen Jungsteinzeit liegen jedoch bereits Belege vor, dass die noch nicht sesshaften Völker die Beeren weiterverarbeiteten.
Erst mit der Sesshaftigkeit wurde mit dem eigentlichen Weinbau begonnen. Nur dadurch konnten die Menschen den optimalen Lesezeitpunkt der Beeren abwarten. Die bislang älteste Kelteranlage wurde in Hadschi Firuz Tepe im Zagros-Gebirge im Iran gefunden. Die Anlage ist nach heutigem Kenntnisstand 7000–7400 Jahre alt.

## Ursprünge

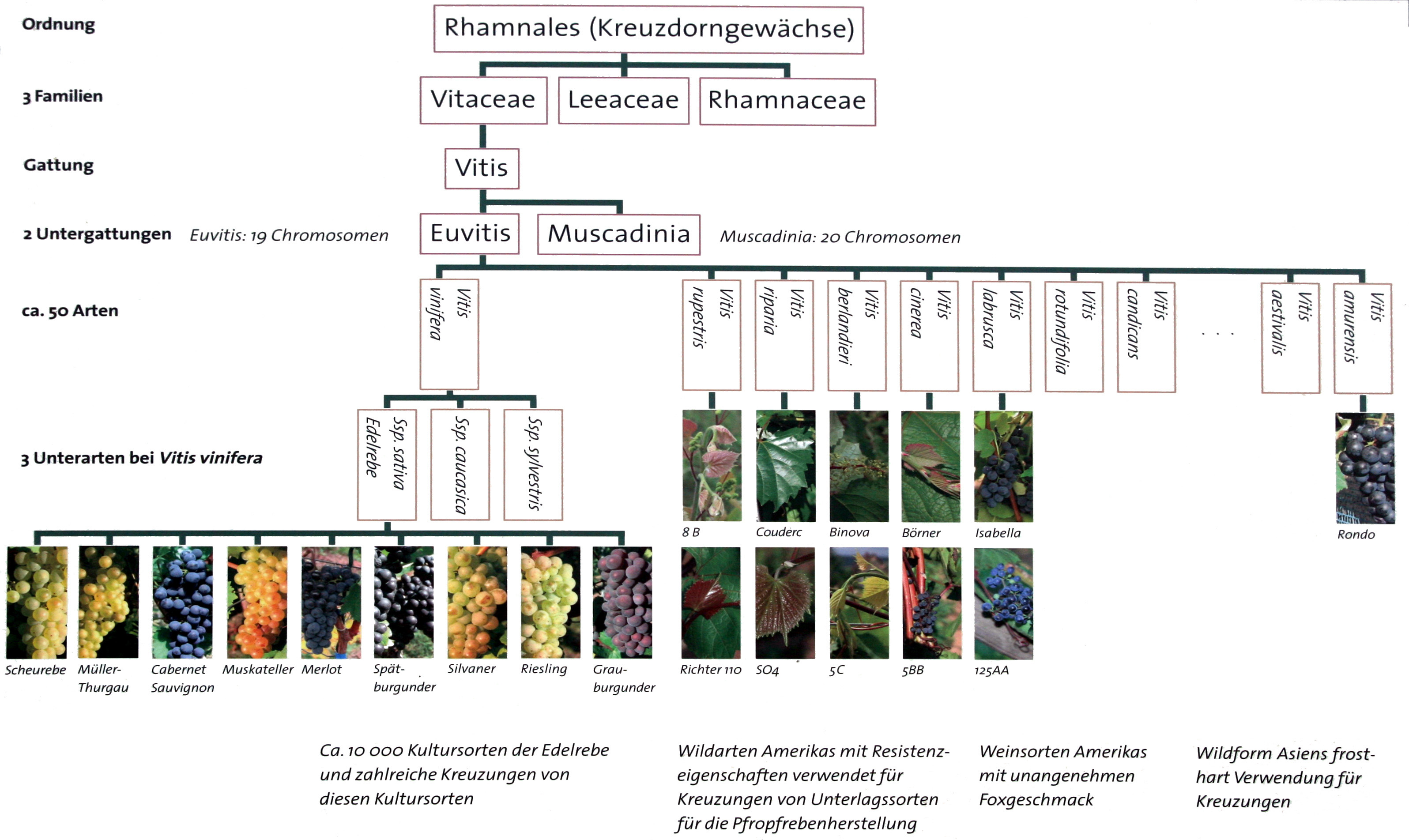
Stammbaum der Reben

Nach 2003 in Science veröffentlichten Untersuchungen der chinesischen Agricultural University datieren die Ursprünge des Weinbaus 11.000 Jahre v. Chr. im Südkaukasus. Weinbau in Georgien lässt sich 5800 Jahre v. Chr. nachweisen, im 5. Jahrtausend v. Chr. auch in der vorderasiatischen Landschaft Sumer (heute südlicher Irak). Der Weinbau breitete sich im gesamten Nahen Osten aus, im 4. Jahrtausend v. Chr. bauten die Alten Ägypter Wein an. Etwa um 1700 v. Chr. kultivierten auf Kreta die Minoer erste Edelreben. In der sumerischen Mythologie repräsentierte Gilgamesch den Wein und seinen Konsum.
Griechische Kolonisten dürften im 7./6. Jahrhundert v. Chr. erstmals Rebstöcke nach Gallien (Massalia → Marseille) gebracht haben. Sicher nachgewiesen ist Weinherstellung im heutigen Frankreich um 400 v. Chr. Im heutigen Schweizer Kanton Wallis konnte nachgewiesen werden, dass bereits zwischen 800 und 600 v. Chr. Reben kultiviert wurden. In Italien prägten sich verschiedene Erziehungsmethoden aus: an Bäumen, als Dachspalier am Kurzstamm oder kriechend auf dem Boden. Mit den Römern breitete sich der Weinbau in Spanien, Gallien und Nordafrika, etwas später auch an Rhein und Mosel (Germanien), aus.

## Persien
Das Perserreich wird als Ursprungsland des Weines bezeichnet. Schiraz, irrtümlich als der Ursprungsort der gleichnamigen Rebsorte genannt, nahe der Hauptstadt Persepolis (altpers. Parsa), auch bekannt als „Thron des Dschamschids“, war berühmt für seine Weine und hatte den Ruf, die besten des Mittleren Ostens zu produzieren.
Über „die Erfindung des Weines“ gibt es eine Sage aus der Zeit des mythischen persischen Königs Dschamschid, der etwa 2500 v. Chr. gelebt haben soll: „Es steht geschrieben, dass ein König seine Trauben im Keller lagerte. Diese gärten nach einiger Zeit und somit begann die Weinkultur. Man dachte zuerst, die Trauben seien von bösen Geistern besessen und vergiftet. Als die Königin von diesem wohlschmeckenden Getränk nahm, um vor ihrer Migräne in den Selbstmord zu fliehen, wurde sie nicht nur von ihren Kopfschmerzen befreit, sondern sie wurde in fröhliche Stimmung versetzt. Aus diesem Grund wurde der Wein zum offiziellen Getränk.“
Auch nach Angaben des griechischen Historikers Herodot (482–425 v. Chr.), was später der Autor Strabon (63–23 v. Chr.) bestätigte, wurde unter der Achaimeniden-Dynastie (559–331 v. Chr.) der Rausch bewusst eingesetzt, um über wichtige Fragen zu urteilen. Jedoch mussten die gefassten Beschlüsse noch einmal im nüchternen Zustand bestätigt werden.
Trotz der moslemischen Machtübernahme (641) und dem damit verbundenen Weinverbot wurde Wein dort weiterhin produziert und genossen. Auch in den alten Werken des berühmten Lyrikers Hafez (1324–1388) und des Gelehrten und Dichters Omar Chayyām (1045–1122) spielt der Wein eine wichtige Rolle.
Spülte nicht der Wein den Kummer aus der Seele uns heraus,

machte bald der Zorn des Schicksals unserm Leibe den Garaus.

Könnte nicht im Rausch mitunter unser Geist vor Anker gehn,

würde all die Leidensstürme unser Schifflein nicht bestehn.

Ach, noch jeden nahm der Himmel unbedenklich sich zum Ziel.

Keiner war, der je gewinnen konnte dieses arge Spiel.

Finster ist’s, wo bleibt der Chisr, der den rechten Weg uns lehrt,

eh das Feuer der Entbehrung gar den ganzen Leib verzehrt?

Meine schwache Seele zog es sehnsuchtsvoll zur Wiese hin,

wo, vom flauen Wind umfächelt, ich dem Tode wollt entfliehn.

‚Schenke‘, rief ich, ‚Arzt der Liebe, gib mir Wein!‘

Nur Wein allein kann mich retten, kann vertreiben alle Angst und Herzenspein!

Doch, was half’s? Hafis verbrannte! Und der Freundin blieb’s verhehlt.

Gebe Gott, daß es mit sanftem Flüstern ihr der Wind erzählt!

– Klage (von Hafez, übersetzt von Johann Wolfgang von Goethe)
Ab dem 17. Jahrhundert wurde Wein in Flaschen abgefüllt und zum Beispiel nach Indien exportiert. Vom 17. bis 19. Jahrhundert wurde der Wein aus Schiraz von englischen und französischen Reisenden immer wieder erwähnt: „Kein Teil der Welt hat besseren Wein als Shiraz.“ Der staatliche Weinbau im Iran kam erst nach dem Regimewechsel 1979 zum Erliegen. Auf den heute rund 220.000 ha
Rebfläche werden fast ausschließlich Tafeltrauben und Rosinen produziert.

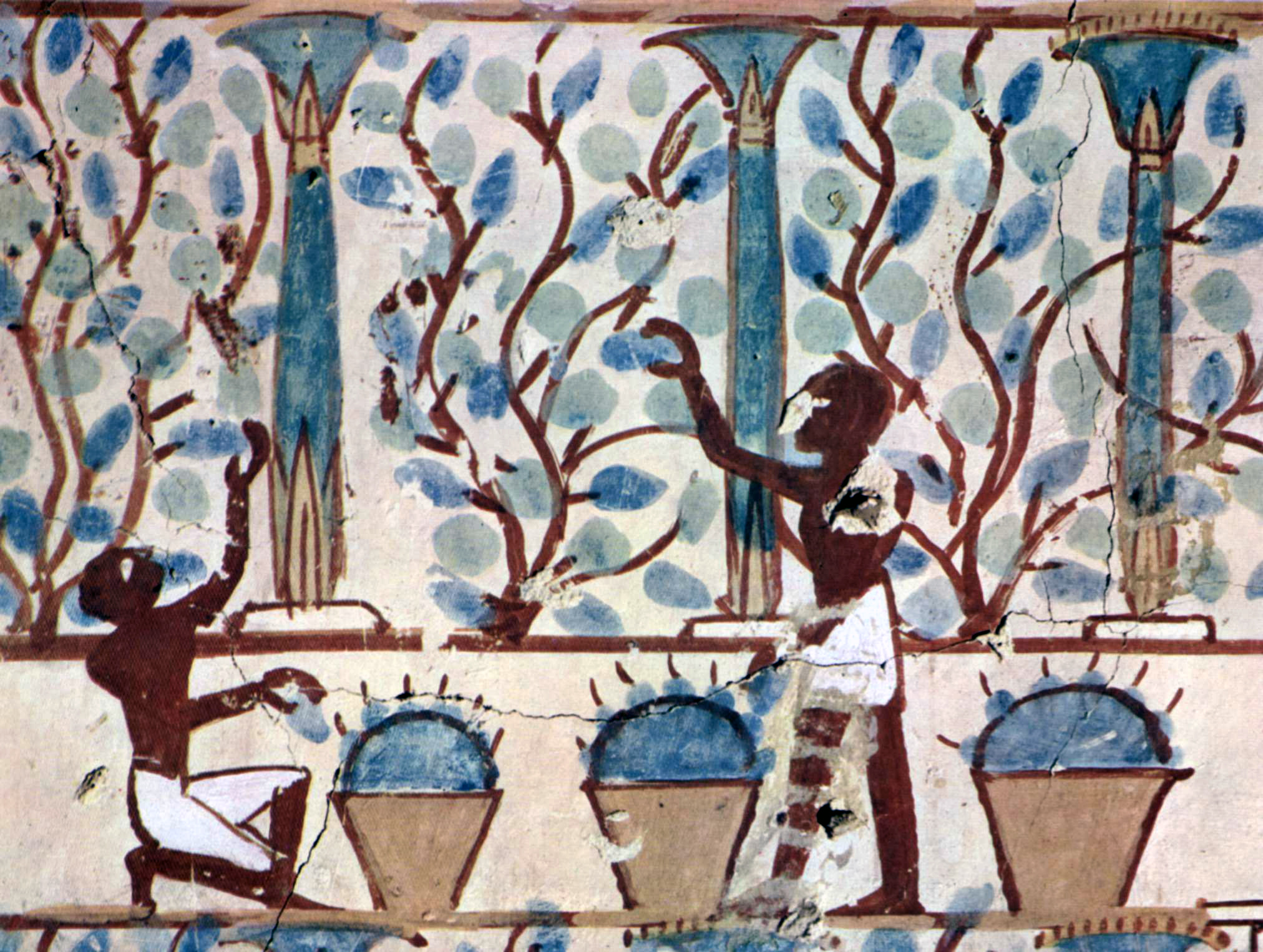
Weinbau im Alten Ägypten: dargestellt in einer Grabmalerei des Neuen Reiches (ca. 1400 v. Chr.)

## Ägypten
Im Jahre 1988 entdeckten deutsche Archäologen das Grab von Skorpion I., eines altägyptischen Königs (Pharao) aus der vordynastischen Zeit, der um 3200 v. Chr. regierte. In den Grabkammern wurde eine Grabbeigabe von 400 Weinkrügen mit einem Gesamtfassungsvermögen von 4000 Litern entdeckt. Dieser Wein wurde vermutlich aus der südlichen Levante importiert, die zu dieser Zeit eine der bedeutendsten Anbauregionen für Wein war. Eine ägyptische Weinproduktion, die allerdings nur einen begrenzten Umfang hatte, ist ab 3000 v. Chr. nachweisbar. In altägyptischen Grabmalereien finden sich häufig Darstellungen, die sich auf die Produktion von Wein beziehen.

## Syrien
In der Spätbronzezeit war Wein im mediterranen Raum ein Handelsgut, das u. a. vom nordsyrischen Kleinstaat Ugarit, im 14. und 13. Jahrhundert v. Chr. ein bedeutendes Handelszentrum, in großem Umfang angebaut und exportiert wurde. Keilschrifttafeln aus Ugarit geben darüber Aufschluss, dass schon damals streng nach Güteklassen unterschieden wurde und auch die Herkunft des Weins relevant war. In einem Text heißt es:

„15 (Amphoren) Qualitätswein und 92 Amphoren von Durchschnittsqualität und 40 (Amphoren) verdorbener/von schlechter Qualität ein aus dem Krongut Sikānīma. 10 (Amphoren) Qualitätswein und 45 (Amphoren) Wein von Durchschnittsqualität aus dem Krongut Tibaqi. 110 (Amphoren) Qualitätswein und 64 (Amphoren) Wein von Durchschnittsqualität aus dem Krongut Ma’rabā. 200 (Amphoren) Schöpfwein, der verbraucht wurde beim Opfer[mahl]. 140 (Amphoren) Schöpfwein für [...]. 120 (Amphoren) Schöpfwein für [...]. 20 (Amphoren) Schöpfwein für den Boten, der nach Ägypten gereist ist. 140 (Amphoren) gelagerten Weins für die mḏglm-Leute. 20 (Amphoren) gelagerten Weins [...] für die Schafscherer.“

## Griechenland

Griechisches Symposion (ca. 500 v. Chr.)

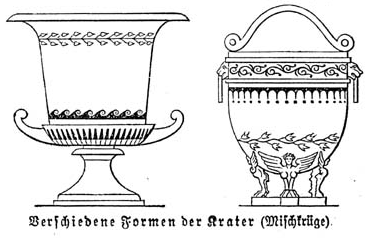
Altgriechisches Weinmischgefäß („kratér“)

In der griechischen Antike wurden drei Sorten von Wein unterschieden: weißer, schwarzer und bernsteinfarbener. Diese konnten trocken (austeros), halbtrocken (autokratos) oder süß (glykazon) sein. Alter Wein wurde mehr geschätzt als junger. Der Wein besaß vermutlich einen relativ hohen Gehalt an Alkohol (Davidson geht von 15 bis 16 % aus) und wurde in versiegelten Tonkrügen oder Schläuchen aus Ziegenhaut gelagert.
Der meiste Wein stammte aus lokalem Anbau und kostete einen Obolus für drei Kotylen. Der beste Wein, der weit gehandelt wurde, stammte aus Chios (Gebiet von Arios), Thasos, Lesbos und Mende auf der Halbinsel Chalkidike. Die Transportamphoren unterschieden sich in der Form oder trugen Abbildungen, wodurch sich der Herkunftsort erkennen ließ.
Wein wurde grundsätzlich mit Wasser gemischt, der Genuss von unverdünntem Wein galt als Merkmal der Barbaren. Nur bei dem Trankopfer (Libation) zu Beginn eines Symposions (gemeinsames Trinkgelage) wurde unvermischter Wein verwendet. Das Wasser wurde stets in den Wein gegeben, der Gott Dionysos repräsentierte, nie andersherum. Die übliche Mischung waren fünf Teile Wasser auf zwei Teile Wein, eine Mischung aus gleichen Teilen galt bereits als unmäßig und wurde akratos (unvermischt) genannt. Wein und Wasser wurden in dem kratér gemischt, manchmal wurde der Wein auch in einem Psyktér gekühlt oder Schnee direkt in die Trinkschalen getan. Den Wein trank man aus flachen Schalen auf hohem Fuß, die seitlich zwei kleine Henkel aufwiesen. Für ein normales Gelage, an dem 14 Gäste teilnahmen, galten drei kratér Wein als angemessen.
Darüber hinaus war der Wein im antiken Griechenland ein Gegenstand religiöser Verehrung und Sinnbild der Kultur. Da der Gott Dionysos nicht nur für Fruchtbarkeit und Ekstase, sondern auch explizit für die Trauben und den Wein zuständig war, spielte dieser in zahlreichen Kulten und Mysterien sowie den Festen zu seinen Ehren eine Rolle. Zu letzteren gehören die im Dezember liegenden Lenäen, das Fest der Weinpresse, bei denen Dionysos der neue Wein geopfert wurde. Im Februar folgten die Anthesterien, wo der Wein der letzten Ernte gekostet wurde. Wein war zudem wichtiger Teil des griechischen und römischen Libationsopfers, bei dem der Wein direkt auf die darzubringenden Opfer, auf die Erde oder ins Feuer verspritzt wurde.

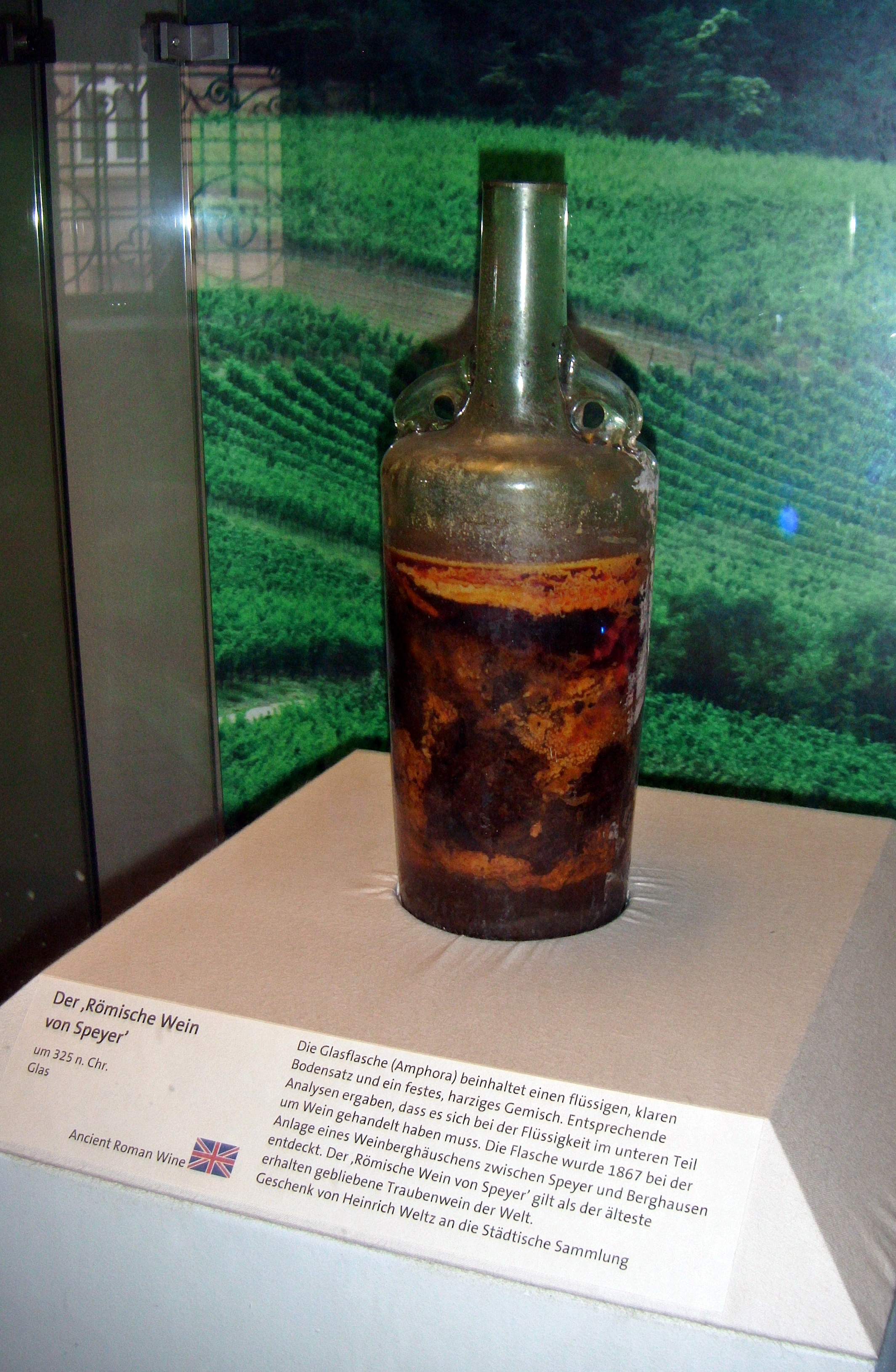
Römischer Wein, Speyer um 325, Bodenfund 1867, gilt als ältester erhaltener Traubenwein der Welt, Historisches Museum der Pfalz, Speyer

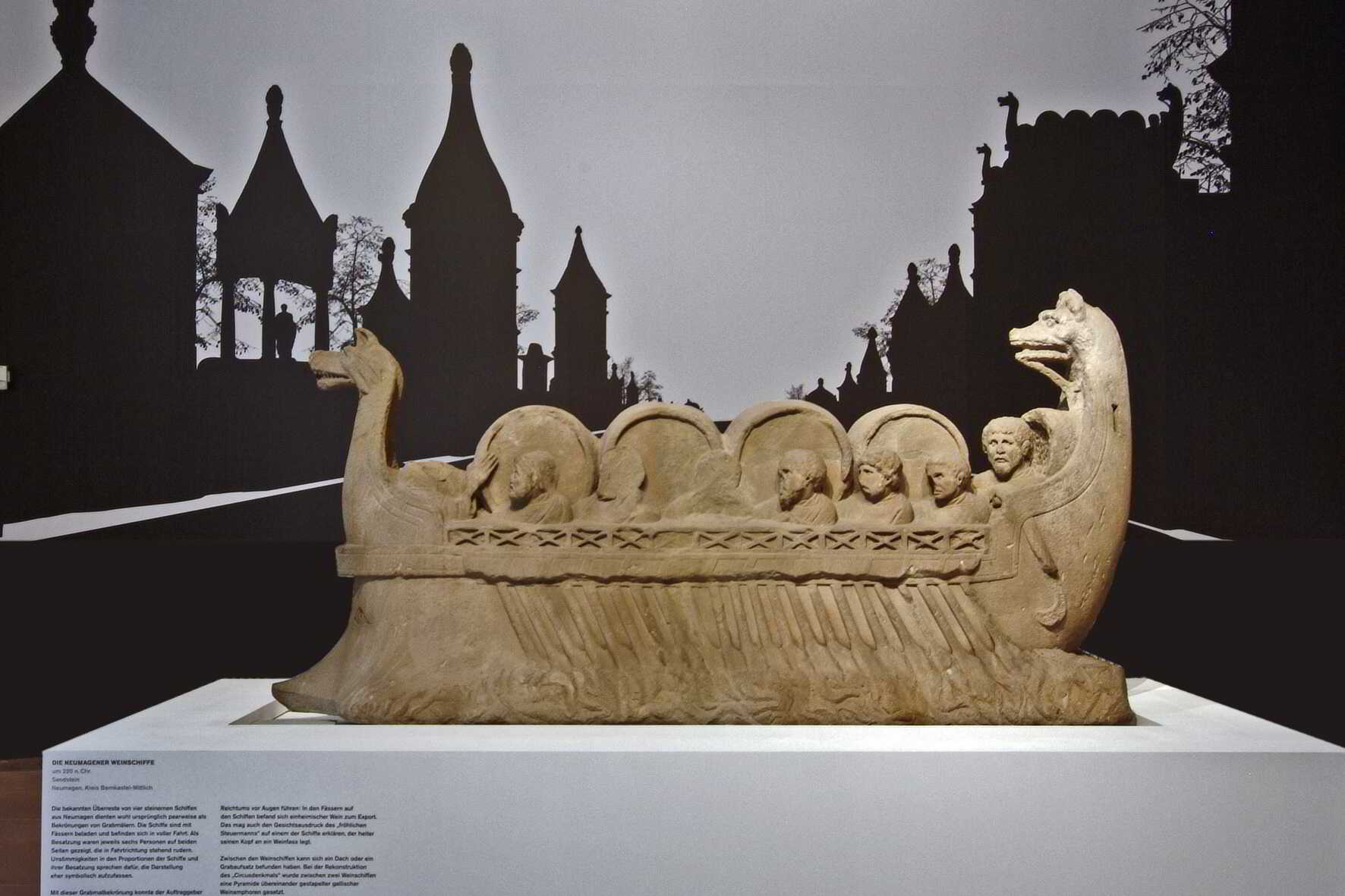
Das Neumagener Weinschiff gilt als Beleg für die Ausbreitung des Weinbaus in die Moselregion unter römischer Herrschaft.

## Römisches Reich
In der römischen Mythologie war Bacchus als Pendant zum griechischen Dionysos der Gott des Weines. Dessen Herstellung war von religiösen Normen bestimmt, zum Beispiel von der Festlegung des Erntetermins durch die Priester und dem Stutzen der Rebstöcke in Form einer religiösen Pflicht. Der Wein war auch ein wichtiger Bestandteil religiöser Feste im Alten Rom, so zum Beispiel beim Frauenfest der Bona Dea, Göttin der weiblichen Fruchtbarkeit.
Im Römischen Reich breitete sich der Weinbau mit den erobernden Legionen über weite Teile Europas aus. Auch im nördlichen Afrika war der Weinbau bis zur islamischen Eroberung weit verbreitet. Obwohl auch die Kelten Weinreben pflanzten und mit dem Keltern vertraut waren, intensivierten die Römer den Weinbau in der Wachau, dem Rheintal, Gallien und brachten ihn sogar bis nach England. Die Römer tranken den Wein oft gemischt mit Wasser. Er stellte zur damaligen Zeit nicht das Genussmittel von heute dar, sondern war ein Getränk, dem man stärkende und heilende Wirkung zusprach.
Aus Gründen einer sicheren Versorgung mit Getreide war bereits in republikanischer Zeit die Ausdehnung des Weinbaus in den außeritalienischen Gebieten untersagt worden. Obwohl es kaum kontrolliert wurde, erneuerte Kaiser Domitian dieses Verbot im Jahr 91 n. Chr. Kaiser Probus hob dieses Verbot im Jahr 280 wieder auf.

## Jüdische und christliche Religion
Die Bibel – in der Noach als der erste Winzer gilt – macht vom Wein reichen symbolischen Gebrauch. Im Buch der Psalmen dient der Wein der Lebensfreude, bei Salomo ist er Arznei für Leidende, aber auch mit Vorsicht zu genießendes Rauschmittel. Das Volk Israel wird mit einem Weinberg verglichen. Das Treten der Kelter und der Verkauf von Wein am Sabbat waren verboten (Neh 13,15 ). Jesus beschreibt die Verbindung zu seinen Nachfolgern wie die zwischen Rebstock und Reben. Das Wirken des Heiligen Geistes wird mit gärendem neuem Wein verglichen. Wein kann verführen und auch – als Taumelbecher – den göttlichen Zorn ausdrücken.
Der Wein lässt der Bibel zufolge den Menschen die Herrlichkeit der Schöpfung spüren, sodass ihm auch eine messianische Bedeutung zukommt.
Im Christentum bildet der Wein beim Abendmahl das Element für das Blut Christi. Neben dem Gebrauch von Messwein wurde der Wein in der katholischen Kirche im Mittelalter auch als geweihter Wein vielfältig als Sakramentale verwendet. Im Judentum gehört koscherer Wein zu den Ritualen des Kiddusch am Sabbat, des Pessach und der Hochzeit.

## Byzanz
In Byzanz war gewürzter Wein (conditum) beliebt. Gewürze wie Lavendel, Lorbeer, Zimt, Pfeffer, Nelken, Rosenblätter, Wermut, Anis oder Mastix wurden dem Wein zugesetzt, um seinen Geschmack zu verbessern. Dem Würzwein schrieb man jedoch auch medizinische Wirkung zu, wie die Rezeptsammlung des Pseudo-Oreibasios belegt. Geharzter Wein (Retsina) war weit verbreitet.
Verbreitet waren insbesondere Muskatwein, der auf Samos und Lemnos angebaut wurde und monembasiós (Malvasierwein) aus Kreta. Berühmt war der Wein von Chios, Lesbos, Euböa, Rhodos und Samos sowie aus Warna am Schwarzen Meer. In Bithynien waren Nikäa und Triglis bekannte Weinbauorte, in Thrakien Kuzias und der Ganos-Berg. Der Wein wurde stärker getrunken als in der Antike, im Winter wurde am Morgen der Genuss einer Schale reinen Weins empfohlen, ansonsten wurde meist ein Teil Wein mit einem Teil Wasser gemischt. Der Wein blieb den Männern vorbehalten.
Byzantinische Weine wurden auch nach Westen exportiert, besonders der monembasiós von Kreta. In Rethymno wurde der Wein für den Export nach England durch Erhitzen („kochen“) konserviert. Der Wein aus Kreta dagegen wurde „ungekocht“ nach Italien verschifft.
Auch in osmanischer Zeit wurden der Muskateller von Samos und der Wein von Kreta weiterhin exportiert.

## Mittelalter und Frühe Neuzeit

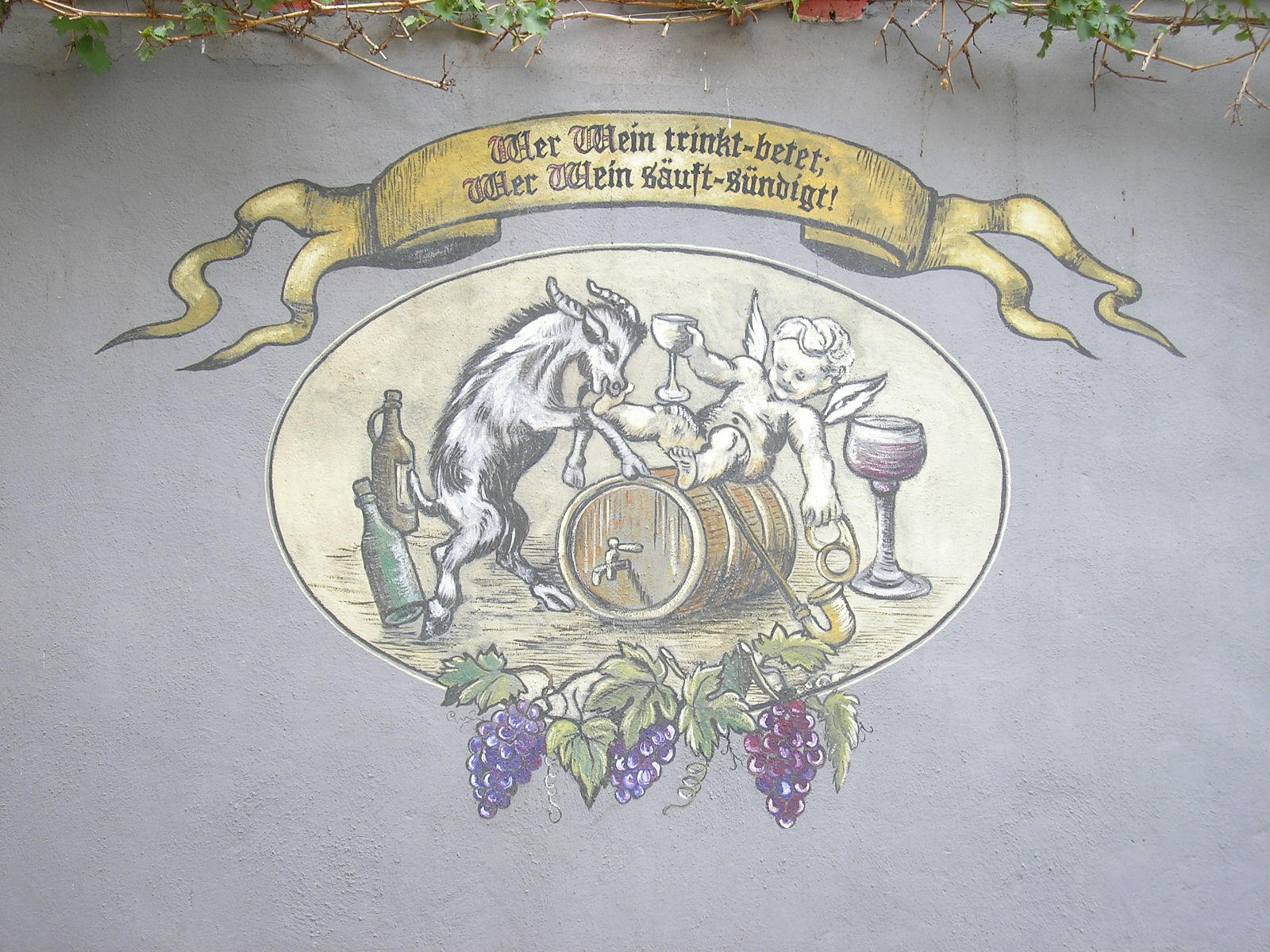
Wandbemalung in Bad Langensalza

Weinproduktion und Weinkonsum erreichten ab der Übergangsphase vom Früh- zum Hochmittelalter durch die Mittelalterliche Warmzeit in ganz Europa einen absoluten Höhepunkt. Wein war nicht mehr nur für die wohlhabende Schicht verfügbar. Umfangreiche Weingärten wurden auch in klimatisch ungünstigen Gebieten angelegt, sie reichten in ihrer nördlichen Ausdehnung bis nach Königsberg und Thorn in Ostpreußen oder Grünberg in Schlesien. Auch in Südengland wurde umfangreich Weinbau betrieben. Nach Klimaverschlechterungen wurden Grenzlagen aber bald aufgegeben. In Weinanbaugebieten wurde Wein von großen Teilen der Bevölkerung fast täglich getrunken. In Regionen, die sich für die Kultivierung von Weinreben nicht eigneten, war der Wein das präferierte Getränk der wohlhabenderen Bevölkerungsschichten. Er wurde so zu einem wichtigen Handelsgut. So tauschten beispielsweise friesische Händler schon im 9. Jahrhundert in Mainz Textilien gegen Wein ein, und die Hanse belieferte im 12. Jahrhundert unter anderem England und Norwegen mit Rheinwein.

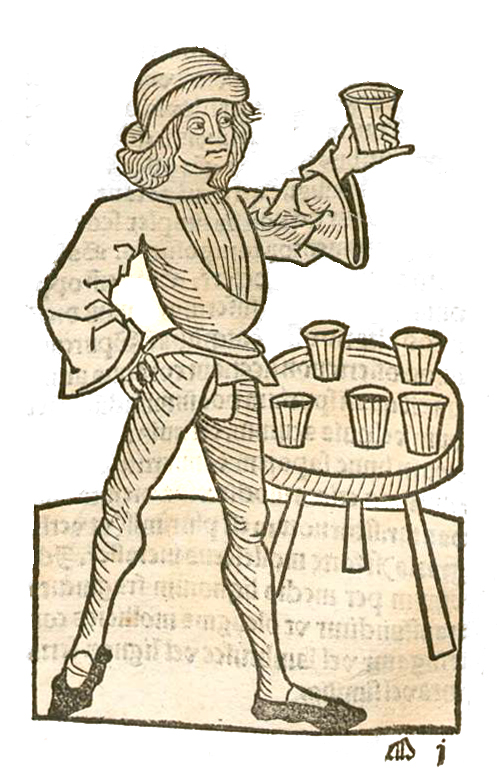
Hortus sanitatis, Mainz 1491. Abbildung zum Kapitel Vinum – Wein

In der Lehre der Humoralpathologie galt der Wein als heiß und trocken. Wasser und Bier wurden dagegen als feucht und kalt betrachtet. Wein war das prestigeträchtigste Getränk und stand im Ruf, der menschlichen Gesundheit förderlich zu sein. Er sollte die Verdauung unterstützen, gutes Blut fördern und die Stimmung aufhellen. Die Qualität des Weines schwankte je nach Anbaugebiet, Traubenart und besonders der Anzahl der Traubenpressung. Aus der ersten Pressung wurde der teuerste Wein gewonnen. Ärmere Bevölkerungsschichten tranken den billigen Nachwein oder Tresterwein, der aus der zweiten oder gar dritten Traubenpressung erzeugt und häufig mit Wasser und Essig gestreckt wurde.
Methoden zur Herstellung, Zubereitung und Veredelung des Weins, unter anderem durch Pfropfen, wurden im 14. Jahrhundert in lateinischen und auch deutschsprachigen Texten publiziert. Bekanntester Verfasser dementsprechender agrartechnischer Anweisungen war der im Würzburger Raum tätige und auch in Würzburg geborene Gottfried von Franken, mit einem wohl in der ersten Hälfte des 14. Jahrhunderts erschienenen Pelz- und Weinbuch. → siehe auch: Geschichte des Weinbaus in Franken
Das Reifen von qualitativ hochwertigem Wein erforderte spezielle Kenntnisse sowie geeignete Lagerräume und Fässer. Da viele mittelalterliche Quellen Ratschläge geben, wie Wein zu behandeln sei, der zu verderben beginne, scheint Wein nur selten lange haltbar gewesen zu sein. Le Viandier, ein Kochbuch des 14. Jahrhunderts, riet, Weinfässer immer aufzufüllen oder Mischung aus getrockneten und gekochten Traubenkernen sowie die Asche von getrocknetem und verbrannten Trester hinzuzugeben, um Wein haltbarer zu machen. Dem Wein wurden häufig Gewürze wie Ingwer, Pfeffer, Paradieskörner, Muskatnuss und Gewürznelke beigemischt, da dies die gesundheitsfördernde Wirkung des Weins unterstützen sollte. Der Hippocras, ein besonders stark gesüßter und gewürzter Wein, galt als besonders wirksames Heil- und Stärkungsmittel. Bereits im 14. Jahrhundert konnte man die dazu benötigten Gewürze in kleinen Säckchen als fertige Gewürzmischung kaufen.
Wein war im Mittelalter auch Grundlage der Herstellung höherprozentiger Branntweinzubereitungen, welche vor allem medizinischen Zwecken dienten. Die Methodik der dazu angewandten Weindestillation wurde vor allem von dem Katalanen Arnald von Villanova publiziert und international bekanntgemacht.

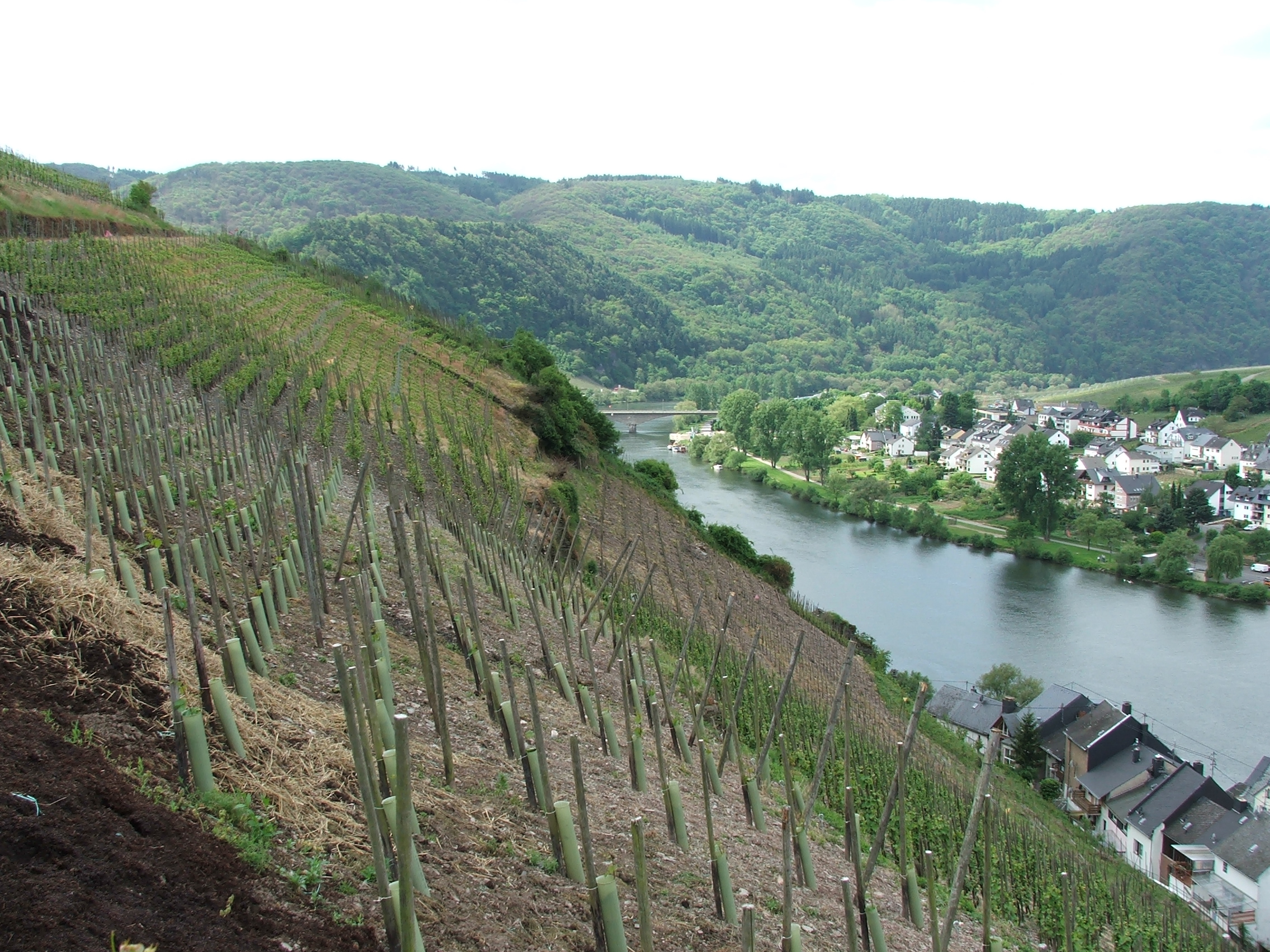
Steillagenweinbau an der Mosel

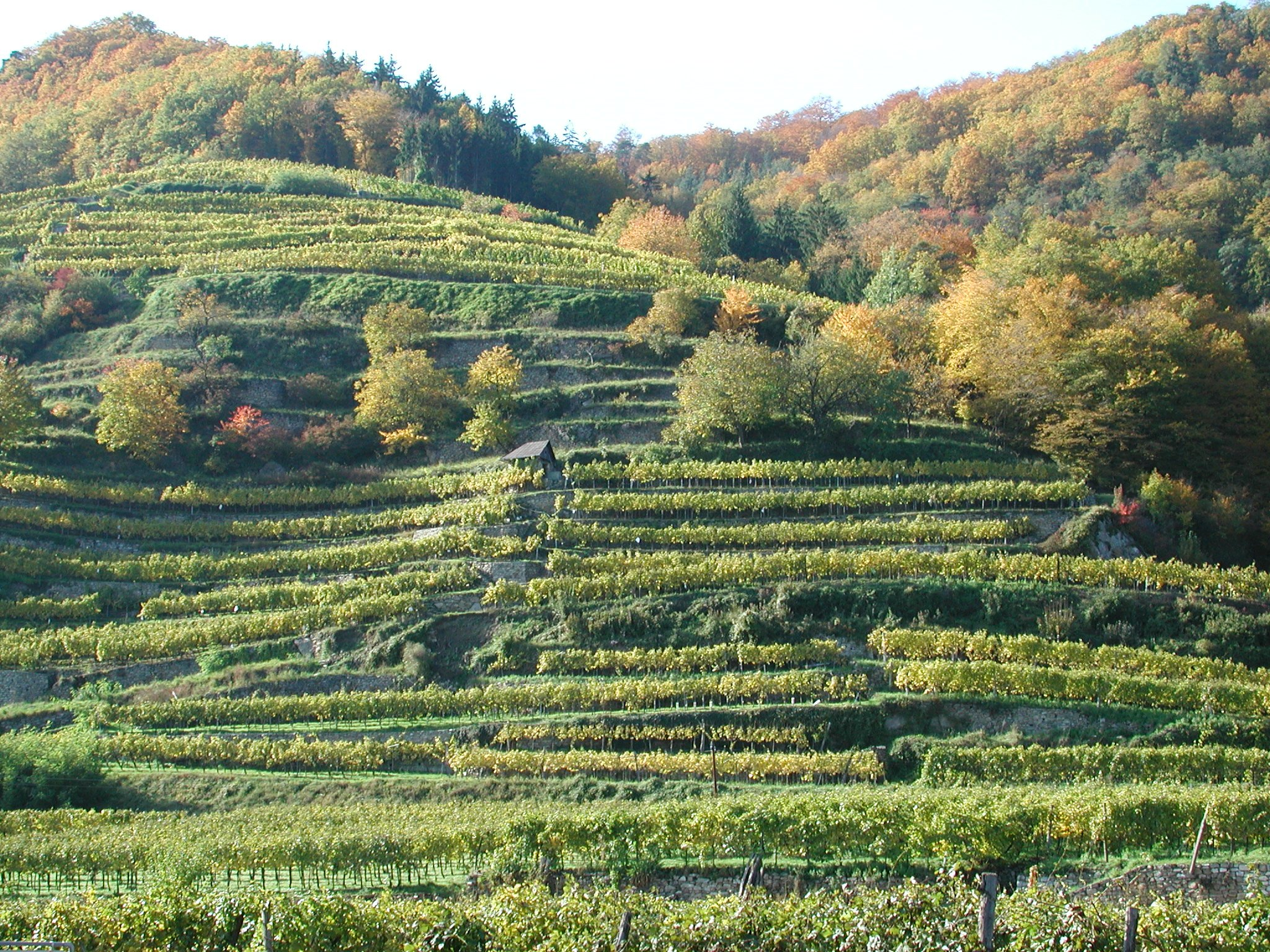
Terrassierte Weingärten in der Wachau

Während der englischen Herrschaft über die Gascogne und Aquitanien ab dem 12. Jahrhundert begann der Aufschwung des Bordelais, speziell im Médoc und der angrenzenden Regionen um Bergerac und Cahors. Zwar wird in dieser Gegend schon seit der Römerzeit Wein angebaut (Château Ausone in Saint-Émilion beruft sich auf den Dichter Ausonius), allerdings kam alles erst um diese Zeit so richtig in Schwung. Wie auch bei anderen Weinen (etwa Port, Sherry, Madeira etc.) war die entstehende weltumspannende Handelsmacht der Briten der Stein, der alles ins Rollen brachte. Das Hafenstädtchen Pauillac wurde zu einem Zentrum des Weinbaues und Handels, und mit der Zeit bildeten sich in diesem Gebiet jene Chateaus heraus, die heute den Markt bezüglich Qualität anführen.
Der Ruf des Burgunders bildete sich am Übergang vom Mittelalter zur Neuzeit heraus. Während der Herrschaften von Philipp dem Kühnen bis hin zu Karl dem Kühnen steigerte sich der Ruf der burgundischen Lebensart und des dazugehörigen Weines. Berühmt war damals schon der im 11. Jahrhundert von Mönchen angelegte Weinberg Clos de Vougeot, der den frühen Charakter eines systematischen Versuchsanbaus von Weinreben hatte. Auch andere Parzellen wurden bereits seit dieser Zeit immer genauer vermessen und anhand ihrer Eignung zum Weinbau klassifiziert. Dies und das burgundische Erbrecht der Aufteilung unter den Erben bedingen, dass all diese Parzellen bis auf wenige Ausnahmen (zum Beispiel Romanée-Conti oder La Romanée) oftmals viele Eigentümer haben, und sich der Weinbergbesitz eines Eigentümers oft in allen Teilen des Burgunds (zwei Hektar dort, vier Hektar da, fünf Hektar hier) befindet. Diese Umstände erschweren heutzutage nun dem Konsumenten die Suche nach einem guten Burgunder-Wein.
Aus Europa eingewanderte Hugenotten pflanzten 1562 die ersten Reben auf dem amerikanischen Kontinent. Dies geschah in der Nähe von Jacksonville.

## Wandel zum Qualitätsweinbau
Berühmtheit erlangten zunächst die französischen Weine. Erst seit dem 16. Jahrhundert wurden zunehmend portugiesische (Portwein) und spanische Weine (Sherry) bekannt, sowie der ungarische Tokajer. Alle anderen Weine hatten nur lokale Bedeutung und wurden meist nahe ihrem jeweiligen Anbaugebiet konsumiert. Die Holländer hatten von den Engländern zwar nicht Aquitanien, aber den Weinhandel dort übernommen, und förderten aufgrund ihrer erweiterten Märkte nun auch Cahors im Hinterland der Gironde, von wo aus der „schwarze Wein“ dem Bordeaux für ungefähr hundert Jahre ernste Konkurrenz machte. Die Engländer hingegen, ihres Hauptlieferanten beraubt, suchten nach Alternativen und fanden sie im Dourotal im Hinterland von Porto. Hier entstand aus dieser Handelsbeziehung der Portwein.
In Spanien waren die Weine aus dem Umland von Jerez de la Frontera in Andalusien, die den Engländern seit den Raubzügen von Francis Drake bekannt waren, für die Briten interessant. Zum einen schätzten sie die Süße dieser verstärkten Weine, zum anderen waren diese durch den hohen Alkoholgehalt nach überallhin im englischen Kolonialreich problemlos verschiffbar.

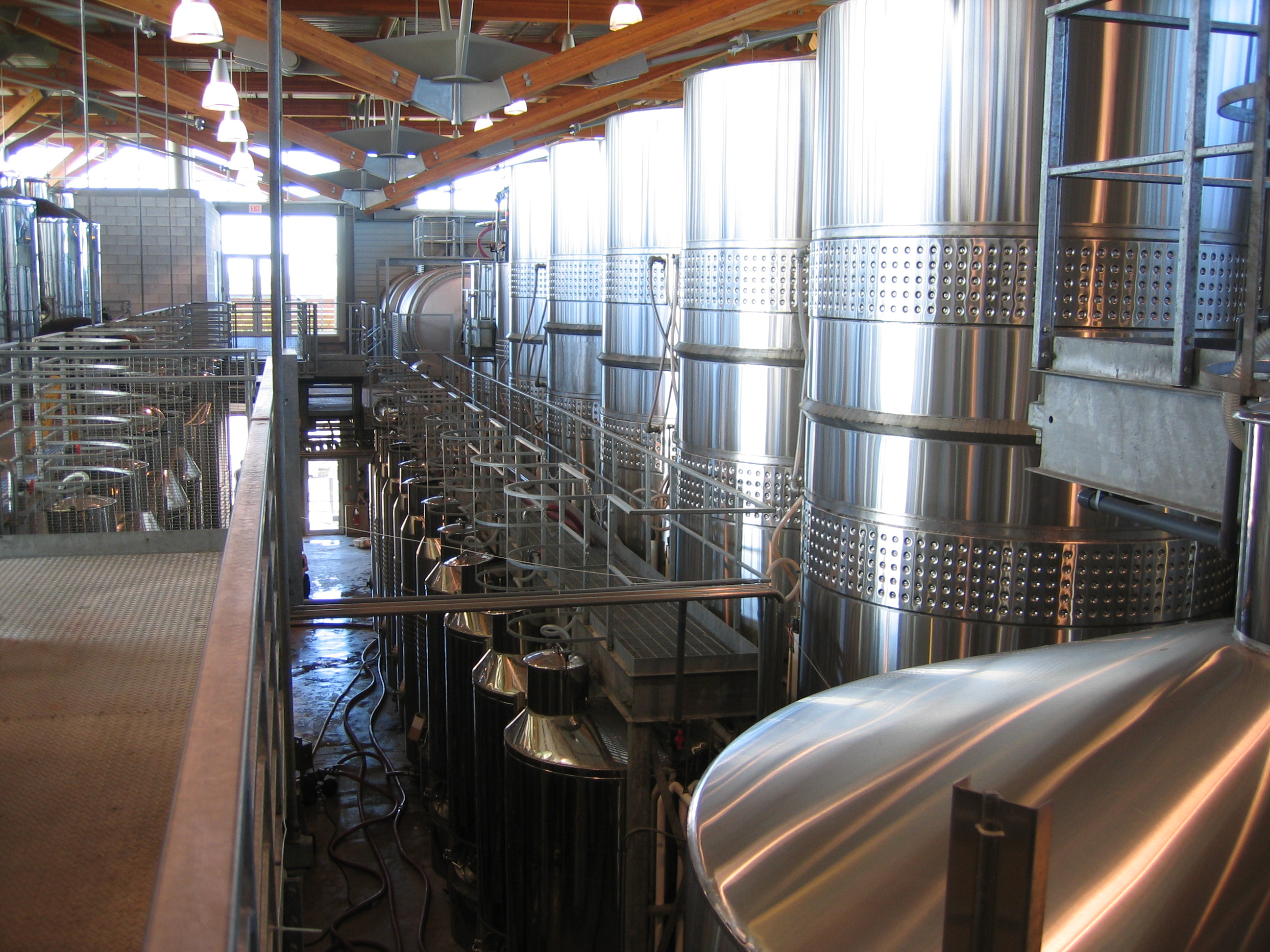
Moderne Gärtanks aus Edelstahl

Am Ende des 17. Jahrhunderts tauchte ein neuer Stern am Weinhimmel auf. Dom Pérignon brachte die Bläschen in den Champagner, und dieser vorher unbeachtete Wein wurde der neue Exportschlager Frankreichs. Etwas später suchten die Engländer neue Quellen und wurden auf Sizilien fündig. Der Marsala (Wein) war der erste italienische Wein von Weltruf.
Im 19. Jahrhundert festigten zum einen die Franzosen ihre Vormachtstellung. Sie klassifizierten die teuersten Gewächse des Médoc (oder machten vielmehr die inoffizielle Wertung der Händler öffentlich) anlässlich der Weltausstellung von 1855, anhand der über Jahrzehnte bekannten Verkaufserlöse eines Chateaus. Die Klassifikation richtet sich in Bordeaux nicht nach der Lage, wie später in Burgund. Nachträglich geteilter Besitz bleibt in der gleichen Klasse (gleicher Chateau-Name mit angehängtem Zusatz, zum Beispiel Château Grand-Puy-Ducasse und Château Grand-Puy-Lacoste, beide 5eme Cru Classe), nachträglich zugekauftes Areal steigt in der Qualität, wenn die Areale zusammenhängen. Der einzige Wein in dieser Aufstellung, der nicht aus dem Médoc kommt, ist Château Haut-Brion in den Graves.
Die Weine des Libournais und anderer Gebiete des Bordeaux erfuhren keinerlei Beachtung. Es gab auch damals schon weiter Einteilungen als die der Grand Cru Classés, die Crus Bourgeois, die Crus Artisans und weitere, die jedoch damals kaum Bedeutung für den Handel hatten und auch heute nur zögerlich wahrgenommen werden. Zugleich wurden auch die Süßweine von Sauternes und Barsac klassifiziert. Die aus Loupiac wurden weggelassen, wegen zu geringer Bedeutung für den Handel. Nun dachte man sich, der betuchten Klientel eine Richtschnur in die Hand gegeben zu haben. Leider wurde diese Klassifizierung bisher nur einmal geändert, als 1973 Château Mouton-Rothschild in den 1er Cru-Rang erhoben wurde. Die Klassifikation spiegelt, vor allem in den unteren Rängen, nicht den gegenwärtigen Stand wider.
Fast zur selben Zeit (um 1860) machte während der Einigungsbewegung Italiens auch der Barolo zum ersten Mal von sich reden. Aus den Weingärten des piemontesischen Königshauses in und um Serralunga d’Alba wurde der König der Weine, Wein der Könige wie das Piemonteser Königshaus in ganz Italien anerkannt und zum zweiten weltbekannten italienischen Wein. Zum anderen wurde durch die Einigung Italiens auch den toskanischen Weinhandelshäusern ein wesentlich größerer Markt geboten, so dass die Antinori und die Frescobaldi bald zu den größten Weinhändlern Italiens gehörten. Auch im Veneto hatten einige Handelshäuser ihren Sitz, die nun ebenfalls ihre Tätigkeit auf ganz Italien ausweiteten. Süditalien bleibt aufgrund seiner völlig anderen Struktur noch sehr lange ein Land für billigen Massenwein, und auch die Qualität des Marsalas lässt kontinuierlich nach.
In der spanischen Rioja wurden die ersten Versuche mit aus Frankreich eingeführten Barriques gemacht, die allerdings erst im späten 20. Jahrhundert einen Rotweinboom in Spanien auslösen konnten. In der neuen Welt werden seit einigen Jahrzehnten Weine hergestellt. Die Reben aus Amerika eignen sich allerdings deutlich weniger zum Weinbau, da der Geschmack von einem so genannten Fox-Ton beeinträchtigt wird. Also werden Reben aus Europa in die ganze Welt verschifft.
Aber es wurden auch amerikanische Reben nach Europa gebracht, um Untersuchungen und Experimente damit zu machen. Mit diesen Reben jedoch kam ein Schädling nach Europa, die Reblaus. Die amerikanischen Reben sind dagegen tolerant, die europäischen werden von dem Wurzelschädling vernichtet. Im Zuge der Reblauskatastrophe wurden viele Sorten und Klone unwiederbringlich zerstört, und viele Weinberge mussten mit Unterlagsreben neu bestockt werden. Das heißt, dass auf einer Wurzel aus amerikanischem Rebmaterial ein als ‚Edelreiser‘ bezeichneter Ast einer europäischen Rebe aufgepfropft wird. Es gibt in Europa nur vereinzelt noch sogenannte „wurzelechte“ Reben in Gebieten, die von der Reblaus verschont geblieben sind. In allen anderen Gebieten werden amerikanische Wurzeln verwendet. Dieses Aufpfropfen der Reben führt vereinzelt zu der Behauptung, dass es nach der Reblaus-Katastrophe niemals mehr so extrem gute Weine werde geben können, wie sie vor dem Auftreten der Reblaus in Europa in guten Jahren geerntet worden seien.
Nach der Reblauskatastrophe wurde der europäische Weinbau zudem von den beiden Weltkriegen stark beeinträchtigt. Erst nach dem Zweiten Weltkrieg kam ein großer Aufschwung, der bis in die Gegenwart andauert. Anfänglich versuchten die meisten Weinbaugebiete, mit Masse auf den gesteigerten Weinverbrauch der Wirtschaftswunderzeit zu reagieren, mit Ausnahme der Weine im Hochpreissegment, die in dieser Zeit mit einigen legendären Jahrgängen aufwarten konnten. In den 1960er Jahren begannen jedoch in Italien und in den 1970er Jahren auch in Spanien einige Hersteller den Qualitätsweinmarkt zu beliefern. Ihr wachsender Erfolg führte zu strengeren Gesetzen. An diesen wiederum gemessen gab es Skandale, vor allem in den 1980er Jahren: der sogenannte „Glykolwein-Skandal“. Seither drängten immer mehr Hersteller aus Übersee, angefangen mit Australien und Kalifornien, später auch Chile, Südafrika und Argentinien, auf den Weinmarkt. Deren Qualitäten entwickelten sich rapide, so dass ihr Angebot vom qualitativen Aspekt her heute oftmals mit Europa mithalten kann. Der Weinmarkt ist seit Jahren gewachsen, da durch den allgemein gestiegenen Wohlstand guter Wein als Statussymbol und Genussmittel mittlerweile etabliert ist. Auch der Markt ist global geworden. Jedoch unterliegen regionale Marktanteile auch Verschiebungen teils drastischer Art, zum Beispiel ist der Export von Bordeaux-Weinen nach Deutschland von 2004 zu 2005 um über 30 % zurückgegangen, und die Binnennachfrage nach Bordeaux sank im gleichen Zeitraum innerhalb Frankreichs um zwölf Prozent.
Spitzengewächse sind wegen ihres Prestiges nunmehr auch in den aufstrebenden Wirtschaftsregionen Asiens und den Reformstaaten Osteuropas sehr gefragt. Ein Gutteil des unteren bis mittleren Preissegmentes befindet sich in der Hand weniger Konzerne. In Deutschland sind die Discounter nunmehr die mit weitem Abstand führenden Anbieter von Wein.
Dies führt aktuell zu zwei Entwicklungen: zum einen steigen die Preise für Spitzenweine nach wie vor, gefragte Flaschen kosten teils über 1000 Euro pro Stück. Zum anderen werden Weine in einigen Preisklassen immer uniformer, weil sie nach dem Geschmack der Masse vinifiziert werden, oder aber, wie einige behaupten, nach dem Geschmack der vorrangig den Ton angebenden Weinkritiker wie zum Beispiel Robert Parker.
Die Produktion von Wein innerhalb der EU ist aber höher als die Nachfrage des Marktes, so dass der Überhang an Wein durch Brennen zu Branntwein destilliert wird. 2005 wurden über 180 Millionen Euro zur Destillation von Wein ausgegeben.